# Roma Esporte Apucarana
Roma Esporte Apucarana ist ein brasilianischer Fußballklub mit Sitz in der Stadt Apucarana im Bundesstaat Paraná.

## Geschichte
Der Klub wurde ursprünglich am Anfang des Jahres 2000 erst in der Stadt Barueri im Bundesstaat São Paulo von John Wilson Antonini gegründet. Der Name des Klubs soll dabei eine Hommage an seine italienische Mutter Romilda Antonini sein. Im ersten Jahr gewann man gleich die U-20 Meisterschaft in der zweiten Liga von São Paulo. Kurz danach zog der Klub dann auch nach Apucarana um. Zur Saison 2001 trat dann erstmals eine erste Mannschaft im Spielbetrieb der dritten Liga des Staates auf, welche auch sofort den Aufstieg in die zweite Liga schaffen sollte. Von dort ging es dann direkt weiter in die erste Liga, wo man dann im Jahr 2003 das erste Mal antreten durfte.
Der erste große Erfolg des Klubs gelang dann in der Saison 2006 mit dem Gewinn Staatspokals von Paraná. Dies ermöglichte dem Klub nicht nur die Teilnahme am Copa do Brasil 2008, sondern auch den Aufstieg in die Série C. Im Pokal traf man in der 1. Runde Volta Redonda FC aus dem Bundesstaat Rio de Janeiro, welchem man dann mit 0:2 unterlag und direkt aus dem Turnier ausschied. In der Série C war für den Klub in der zweiten Runde Schluss und anschließend stieg man sogar noch wieder in die zweite Liga des Staates ab. Nach einer kleinen Erholungsphase gelang es aber bereits 2010, wieder in die erste Liga aufzusteigen. Dort hielt man sich jedoch nicht lange und stieg bereits 2012 wieder in die zweite Liga ab. Nach einem weiteren Abstieg in die dritte Liga im Jahr 2013 wurde die erste Mannschaft erst einmal aufgelöst und sich auf die Jugendmannschaften konzentriert. Ein paar Jahre später wurden diese auch eingestellt. Danach richtete der Klub bislang nur noch eigene regionale Turniere aus.